# Fiore secco
Fiore secco (乾いた花?, Kawaita hana, lett. "fiore appassito"), anche noto come Fiore pallido, è un film del 1964 diretto da Masahiro Shinoda, tratto dall'omonimo racconto di Shintarō Ishihara, pubblicato nel giugno 1958 sulla rivista Shinchō.

## Trama
Appena uscito di prigione dopo aver scontato tre anni per l'omicidio di un membro di una banda rivale, Muraki, uno yakuza di mezza età, torna a frequentare la solita bisca clandestina dove si gioca a tehonbiki, un gioco d'azzardo che si fa con le carte hanafuda. Prende sotto la sua ala Saeko, una donna più giovane che ha cominciato a giocare e vorrebbe imparare a vincere, rendendosi presto conto che quest'ultima è meno innocente di quanto non vorrebbe far credere.

## Produzione
Il co-sceneggiatore Masaru Baba, dopo aver visto il film, si lamentò con la Shōchiku delle scelte di regia di Shinoda, i cui eclettismi minavano a suo dire il messaggio pessimista del copione. Nonostante il film fosse pronto già a metà 1963, la Shōchiku ne rimandò l'uscita di nove mesi, anche se il critico statunitense Chuck Stephens ha ipotizzato che fosse una manovra dovuta più alle preoccupazioni delle autorità giudiziarie riguardo alle scene "fin troppo lunghe e dettagliate" di gioco d'azzardo illegale, che non per le rimostranze di Baba.

## Distribuzione
La Shōchiku distribuì il film nelle sale cinematografiche giapponesi a partire dal 1º marzo 1964.
In Italia, è uscito direttamente in home video nel 2009, distribuito da Rarovideo.